# Tarnowskie Góry
Tarnowskie Góry (in tedesco Tarnowitz) è una città (60 899 abitanti a fine 2011) della Polonia meridionale, capoluogo del distretto omonimo, nel voivodato della Slesia. Ricopre una superficie di 83,47 km². Vi è uno dei più grandi scali di smistamento in Europa, che raggiunge una lunghezza di diversi chilometri. 
In passato, centro minerario di carbone, piombo, zinco e argento, nel 2017 il complesso delle miniere di piombo, argento e zinco e il loro sistema sotterraneo di gestione idraulica è stato inserito nella lista dei patrimoni dell'umanità dell'UNESCO. 
L'intera Slesia ha fatto parte della Germania ininterrottamente dal 1741 fino al termine della seconda guerra mondiale, nel 1945. Tuttavia, insieme a quasi tutta la Slesia, la città entrò a far parte della Polonia, come stabilito della Conferenza di Potsdam. C'erano state discussioni tra gli alleati per posizionare il confine polacco-tedesco a sud, sul fiume Nysa Kłodzka. Ciò avrebbe significato che alla Germania post-bellica sarebbe stato permesso di mantenere circa la metà della Slesia, tra cui anche Breslavia. Nonostante ciò, i Sovietici insistettero sul confine a ovest, sul fiume Nysa Łużycka, giustificando l'idea come ricompensa al popolo polacco, vittima delle atrocità ingiustificate da parte dei tedeschi.
Tarnowskie Góry è amministrativamente parte del voivodato della Slesia dal 1999; in precedenza apparteneva al voivodato di Katowice (1975-1998).

## Monumenti e luoghi d'interesse
Il sito Patrimonio UNESCO "Miniere di piombo, argento e zinco di Tarnowskie Góry e il loro sistema sotterraneo di gestione idraulica" è visitabile con percorsi realizzati «nei secoli che vanno dal XVI al XIX», il percorso per l'escursione turistica si trova a «40 metri di profondità e si sviluppa per 1,740 metri». Costante la temperatura all'interno delle gallerie che si aggira intorno ai 10°..

## Amministrazione

### Gemellaggi
- Bernburg